# Aphis coffeata
Aphis coffeata är en insektsart. Aphis coffeata ingår i släktet Aphis och familjen långrörsbladlöss. Inga underarter finns listade i Catalogue of Life.